# Breguet Bre 521
Le Breguet Bre 521 est un hydravion de patrouille maritime français de la Seconde Guerre mondiale.

## Conception
Version militaire du Breguet Bre 530 Saigon, le Bre 521 naît presque simultanément. Grand hydravion à coque centrale de type biplan avec trois moteurs en étoile, il vole pour la première fois en 1933. Les premiers exemplaires entrent en service en 1935 dans la reconnaissance navale. Bien que dépassé, le Bre 521 se montre très robuste et valable dans les missions qui lui sont attribuées. 30 exemplaires furent construits.

## Engagements
Le Breguet 530 Saigon BE-10, un hydravion d'Air France réquisitionné au profit de la Marine nationale, effectue les 7 et 8 juin 1940 des vols entre Berre, Saint-Mandrier, Marseille et au large des côtes provençales. Il y réalise des essais de détection électromagnétique peu avant la mise en service de la station de guet radar de l'île de Port-Cros ainsi que des mesures de champ électromagnétique à son bord.
Beaucoup de Bre 521 sont encore utilisés en 1940, les Allemands en récupèrent quelques-uns pour le sauvetage en mer.

## Opérateurs
France
- Aviation navale

 Allemagne
- Luftwaffe

## Variantes
Breguet 521.01
Prototype.
Breguet 521 Bizerte
Hydravion à longue portée, propulsé par 3 moteurs en étoile Gnome et Rhône 14Kirs de 14 cylindres en double étoile ou 3 moteurs en étoile Gnome et Rhône 14N.
Breguet 522
Version remotorisée du Breguet 521. 3 moteurs en étoile Hispano-Suiza 14AA de 900 ch. 1 construit.
Breguet 530 Saigon
Version civile du Breguet 521. 3 moteurs en ligne Hispano-Suiza 12Ybr refroidi par liquide. 2 construits.